# Кристиан Альбрехт Гольштейн-Готторпский
Кристиан Альбрехт Гольштейн-Готторпский (нем. Christian Albrecht von Schleswig-Holstein-Gottorf; 3 февраля 1641, Готторп — 6 января 1695, Готторп) — герцог Гольштейн-Готторпский и князь-епископ Любекский.
Кристиан Альбрехт был пятым сыном Фридриха III Гольштейн-Готторпского и Марии Елизаветы Саксонской, однако все его старшие братья умерли, и к 1656 году он стал наследником отца. Кристиан Альбрехт стал герцогом после того, как его отец скончался в замке Тённинг, осаждённом датскими войсками.
Кристиану Альбрехту пришлось бежать, и остаток жизни он посвятил борьбе против Дании; этого не изменил даже его брак с дочерью датского короля Фредерика III. Во время правления Кристиана Альбрехта связи со Швецией, установленные его отцом, укрепились, что, с одной стороны, дало некоторую защиту герцогству, но с другой — втягивало его во все конфликты с участием Швеции, включая Великую Северную войну и ряд войн с Данией.
С 1675 по 1689 годы Кристиан Альбрехт жил в изгнании в Гамбурге. Благодаря поддержке императора Священной Римской империи и своих европейских союзников, он вынудил датского короля подписать так называемый Altonaer Vergleich, позволивший ему восстановить своё положение.
5 октября 1665 года Кристиан Альбрехт основал Кильский университет, а 1678 году принял участие в основании Гамбургской оперы.

## Семья и дети
24 октября 1667 года Кристиан Альбрехт женился на своей троюродной сестре — Фредерике Амалии, дочери датского короля Фредерика III. У них было четверо детей:
- София Амалия (19 января 1670 — 27 февраля 1710), с 7 июля 1695 года замужем за Августом Вильгельмом Брауншвейг-Вольфенбюттельским
- Фридрих IV Гольштейн-Готторпский (1671—1702), герцог Шлезвиг-Гольштейн-Готторпский, женат на Гедвиге Софии, дочери короля Швеции Карла XI
- Кристиан Август Гольштейн-Готторпский (11 января 1673 — 24 апреля 1726), князь-епископ Любекский
- Мария Елизавета (1678—1755), аббатиса Кведлинбургская

Через сына Фридриха IV Кристиан Альбрехт Гольштейн-Готторпский приходился прадедушкой российскому императору Петру III, а через сына Кристиана Августа — российской императрице Екатерине II, жене Петра III.